# Pseudohalobates
Pseudohalobates is een geslacht van wantsen uit de familie van de Gerridae (schaatsenrijders). Het geslacht werd voor het eerst wetenschappelijk beschreven door John T. Polhemus en Dan A. Polhemus in 1996.

## Soorten
Het genus bevat de volgende soort:

- Pseudohalobates inobonto J. Polhemus & D. Polhemus, 1996